# Suzuki GS500F
Сузуки (Suzuki) GS500F, произвеждан в периода 2004 – 2013 е продължение на модела Сузуки (Suzuki) GS500.
Предходни версии са GS500E (inline four) произвеждан 1979 – 1982, GS500E (parallel twin) произвеждан 1988 – 2000, GS500 2001-до днес (към 2014 – 2015 се произвежда в Латинска Америка).
GS500F е популярен мотоциклет подходящ за каране от начинаещи водачи (popular entry level motorcycle).
Сузуки (Suzuki) представя GS500F през 2004. Тази версия на мотоциклета е много подобна на предишния модел, но идва с напълно затворен обтекател и двигател, който може да бъде ограничаван за страни, в които има издадени ограничителни лицензи и изисквания. С обтекателя Сузуки (Suzuki) прави мотоциклета по-спортен и агресивен на вид, както и подобрява комфорта за водача чрез осигуряване на защита от вятър и по-добра аеродинамика.
През януари 2015 списанието Cycle World добавя GS500F в класацията „Най-използвани Мотори“ (Best Used Bikes).
Технически данни на Сузуки (Suzuki) GS500F
- Мотор: 487 куб.см., 4-тактов, въздушно охлаждане, DOHC
- Максимална тяга 40 Нм(Nm) при 7500 оборота
- Максимална мощност: 48 к.с.(PS), 35.1 кВ(kW)
- Диаметър и ход: 74.0 мм. x 56.6 мм.
- Степен на сгъстяване: 9.0: 1
- Запалване: ел. стартер, транзисторно
- Карбуратор: 2x34 мм. Mikuni BSR34SS
- Мазителна система: мокър картер
- Предавка (скорости): 6-степенна скоростна кутия
- Задвижване: верига
- Собствено тегло/Суха маса: 180 кг.
- Спирачки: предни дискови, задни дискови
- Предни гуми: 110/70 – 17
- Задни гуми: 130/70 – 17
- Капацитет на резервоара: 20 литра